# ナクル
ナクル（Nakuru）は、ケニア第三の都市。人口は約57万人（2019年）。リフトバレー州の州都。「ナクル」は、マサイ語の「埃まき立つ土地」を意味している。

## 概要
ケニア中西部を代表する都市で、ナクル湖の北岸に位置する。交通の要所であり、周囲で生産される農作物の集散地としての役割も果たす。近隣の都市としては、約140キロ南東のナイロビや120キロ北西のエルドレットなどが挙げられる。
周囲はナクル湖国立公園に指定されており、観光客も多く訪れる。ナクル湖には多くのフラミンゴが生息しているが、近年の環境破壊にともない群れの減少が懸念されている。また、郊外の丘には先史時代の遺跡（ハイラックス・ヒル）が残されている。

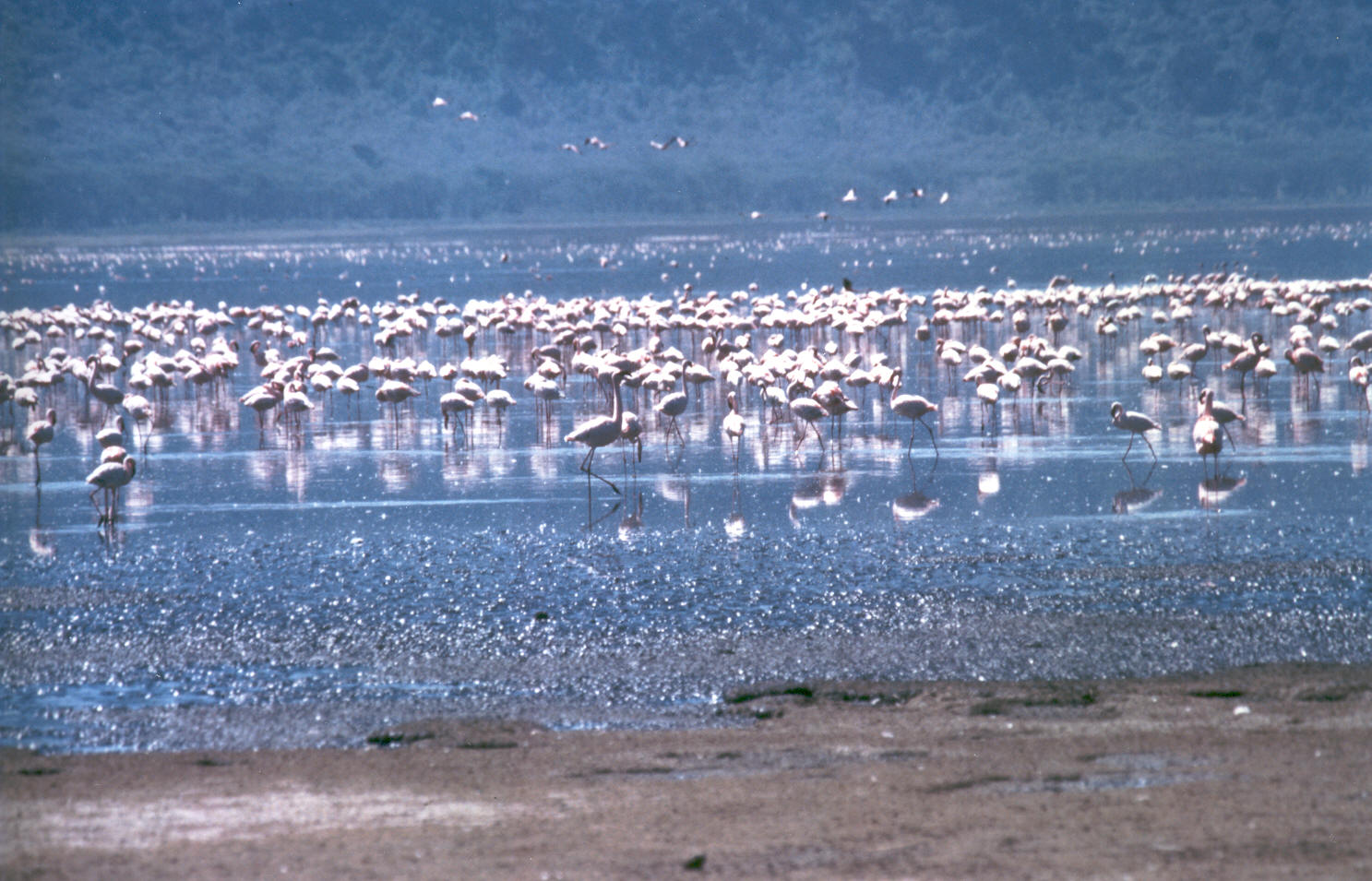
ナクル湖のフラミンゴ

2018年5月9日、ナクル近郊の農地に設置されていた私営の灌漑用ダムが集中豪雨により決壊。死者45人以上、多数の行方不明者が発生する事故となった。

## 気候
標高1800mの高原に位置しているため、1年を通して暑さは穏やかで過ごしやすい気温である。ただし1日の気温差は大きい。
| ナクルの気候                            | ナクルの気候 | ナクルの気候 | ナクルの気候 | ナクルの気候 | ナクルの気候 | ナクルの気候 | ナクルの気候 | ナクルの気候 | ナクルの気候 | ナクルの気候 | ナクルの気候 | ナクルの気候 | ナクルの気候 |
| 月                                      | 1月          | 2月          | 3月          | 4月          | 5月          | 6月          | 7月          | 8月          | 9月          | 10月         | 11月         | 12月         | 年           |
| --------------------------------------- | ------------ | ------------ | ------------ | ------------ | ------------ | ------------ | ------------ | ------------ | ------------ | ------------ | ------------ | ------------ | ------------ |
| 平均最高気温 °C （°F）                  | 27.3 (81.1)  | 27.9 (82.2)  | 28.0 (82.4)  | 25.8 (78.4)  | 24.8 (76.6)  | 24.4 (75.9)  | 23.8 (74.8)  | 24.1 (75.4)  | 25.5 (77.9)  | 25.3 (77.5)  | 24.4 (75.9)  | 25.8 (78.4)  | 25.6 (78.1)  |
| 平均最低気温 °C （°F）                  | 8.7 (47.7)   | 9.2 (48.6)   | 9.9 (49.8)   | 11.6 (52.9)  | 11.2 (52.2)  | 10.2 (50.4)  | 10.1 (50.2)  | 9.8 (49.6)   | 8.9 (48)     | 9.1 (48.4)   | 10.0 (50)    | 8.9 (48)     | 9.8 (49.6)   |
| 降水量 mm （inch）                      | 29 (1.14)    | 45 (1.77)    | 69 (2.72)    | 141 (5.55)   | 130 (5.12)   | 79 (3.11)    | 92 (3.62)    | 105 (4.13)   | 89 (3.5)     | 70 (2.76)    | 70 (2.76)    | 44 (1.73)    | 963 (37.91)  |
| 平均降水日数                            | 6            | 6            | 9            | 17           | 15           | 11           | 12           | 14           | 11           | 12           | 13           | 6            | 132          |
| 出典：World Meteorological Organization |              |              |              |              |              |              |              |              |              |              |              |              |              |